# Alyssa Thompson
Alyssa Paola Thompson (* 7. November 2004 in Los Angeles, Kalifornien) ist eine US-amerikanische Fußballspielerin.

## Karriere

### Klub
In ihrer Jugend spielte sie von 2013 bis 2015 in der Total Futbol Academy. Danach war sie bis 2020 bei Real So Cal und kehrte dann aber zu TFA zurück. Dort spielte sie dann auch im Alter von 17 Jahren in der U-19-Mannschaft als einziger weiblicher Spieler in der MLS Next.
Ihr ursprünglicher Plan war aber in der Saison 2023 dann für Stanford Cardinal zu spielen, diesen verwarf sie aber und registrierte sich dann für den NWSL Draft 2023, wo sie vom Angel City FC als First-Round-Pick erwählt wurde. So debütierte sie, während sie noch zur High School ging, in der Saison 2023 der NWSL. Bei der 1:2-Niederlage am ersten Spieltag gegen Gotham FC stand sie dann auch gleich über die vollen 90 Minuten auf dem Platz und erzielte zudem das zwischenzeitliche 1:0 in der 11. Minute. Auch in den weiteren Spielen der Saison war sie bislang durchgehend zumindest eine gute halbe Stunde auf dem Feld.

### Nationalmannschaft
Nachdem sie im Jahr 2019 bereits einmal für die U-15-Auswahl aktiv gewesen war, war sie mit der U20 bei der CONCACAF Meisterschaft 2022 und gewann hier am Ende mit ihrem Team den Titel. Dort erzielte sie zudem drei Tore und vier Assists. Nach ein paar Freundschaftsspielen im Juni mit der U23 war sie im August mit der U20 dann noch bei der Weltmeisterschaft, wo man allerdings mit nur einem einzigen Sieg in der Gruppenphase früh ausschied. Sie erzielte zumindest ein Tor und auch einen Assist.
Ihre erste Nominierung für die A-Nationalmannschaft erhielte sie dann im September 2022, womit sie im Alter von 17 Jahren die jüngste Spielerin seit Sophia Smith im Jahr 2017 wurde. Am 7. Oktober erhielt sie dann bei einer 1:2-Niederlage gegen England auch ihren ersten Einsatz. Hier wurde sie in der 83. Minute für Megan Rapinoe eingewechselt. Ein paar Tage später folgte noch eine 0:2-Freundschaftsspielniederlage gegen Spanien. Auch im nächsten Jahr folgten dann noch ein paar Einsätze bei Freundschaftsspielen.
Am 21. Juni 2023 wurde sie dann schließlich für den finalen Kader bei der Weltmeisterschaft 2023 nominiert. Dort erhielt sie im ersten Gruppenspiel, bei einem 3:0-Sieg über Vietnam dann auch, mit einer Einwechslung in der 76. Minute für Trinity Rodman ihren ersten Einsatz bei einem Turnier. In zwei der vier Spiele ihres Teams wurde sie eingesetzt und schied mit der Mannschaft im Achtelfinale im Elfmeterschießen gegen die Schwedinnen aus.